# Araeolampas atlantica
Araeolampas atlantica is een zee-egel uit de familie Loveniidae.
De wetenschappelijke naam van de soort werd, samen met die van het geslacht Araeolampas, in 1974 gepubliceerd door D. Keith Serafy. De soort komt voor in de noordelijke Atlantische Oceaan.